# Takebe Katahiro
Takebe Katahiro (jap. 建部 賢弘; * 1664 in Edo, Japan; † 24. August 1739 ebenda), auch Takebe Kenkō (die sino-japanische Lesung seines Namens), war ein japanischer Mathematiker des Wasan und Schüler von Seki Takakazu.

## Leben
Sein älterer Bruder Takebe Kataaki (1661–1716) war auch Mathematiker und Schüler von Seki.
Takebe war ab dem Alter von dreizehn Jahren Schüler von Seki und blieb bei diesem (wie auch sein Bruder) bis zu dessen Tod 1708. Die Brüder konnten die umfangreiche Bibliothek von Seki nutzen und verbreiteten und popularisierten sein Werk und verteidigten es gegen Verfälschungen. Sie waren wesentlich an dem Projekt von Seki beteiligt, eine Reihe von 20 Büchern mathematischer Klassiker (Taisei sankei) zu veröffentlichen, das 1683 begann und von Takebes Bruder 1710 vollendet wurde. Das Werk stammte in den ersten zwölf Bänden von Takebe und den letzten acht von seinem Bruder.
Da Seki Samurai und später in hoher Stellung beim Shogun Tokugawa Ienobu war, lebte auch Takebe in diesen Kreisen (ab etwa 1695) und hatte immer weniger Zeit für Mathematik. Er diente verschiedenen Mitgliedern der Tokugawa-Familie, so Tokugawa Ienobu, der 1709 Shogun wurde, und dessen Nachfolger (ab 1712) als Shogun Tokugawa Ietsugu und Tokugawa Yoshimune (Shogun ab 1716). Letzterer interessierte sich auch für Mathematik und Astronomie, so dass sich Takebe wieder mehr diesen Gebieten widmete. Der Shogun lockerte auch das Importverbot für ausländische Bücher, insbesondere wissenschaftliche Bücher aus dem Westen, und ließ einen Globus anfertigen und ein Teleskop. In den 1720er Jahren befasste sich Takebe vor allem mit Astronomie und Kalenderfragen.
In seinen ersten beiden Büchern (Kenki Sanpo 1683, Hatsupi Sanpo Endan Genkai 1685) erweiterte er die Behandlung von Polynomen durch Seki, es basierte aber auch auf seinem Studium des chinesischen Klassikers Suanxue qimeng von Zhu Shijie, das er auch mit Kommentaren 1690 in japanischer Übersetzung herausgab. Das Buch Hatsupi Sanpo Endan Genkai war eine Erläuterung der Methoden seines Lehrers Seki die ihn zur Lösung der Probleme in seinem Buch Hatsupi Sanpo geführt hatte. Wie in der Seki-Schule üblich wird aber nicht alles mitgeteilt, sondern wichtige Teile nur innerhalb der Schule weitergegeben (was teilweise erst im 20. Jahrhundert publiziert wurde). Das bedeutendste Werk von Takebe war Tetsujutsu Sankei von 1722, in dem er wichtige eigene Resultate und Methoden der Seki-Schule darstellte wie die Erweiterung der chinesischen Darstellung von algebraischen Gleichungen bei Zhu Shijie auf mehrere Variable, seine Arcsin-Reihe und seine Berechnung von Pi.
Er entwickelte das Enri (円理, dt. „Kreisprinzip“) weiter (die Methode der Schule um in Problemen wie der Bestimmung des Kreisumfangs durch Näherung durch regelmäßige Polygone gute Näherungen zu finden). Unter anderem gab er eine unendliche Reihe für das Quadrat des Arkussinus (im Westen von Euler 1737 zuerst gefunden) und berechnete 1723 die Kreiszahl {\displaystyle \pi } auf 41 Stellen genau unter Verwendung von Richardson-Extrapolation (lange vor der Wiederentdeckung der Methode durch Lewis Fry Richardson) ähnlich wie bei der Romberg-Integration.